# 霍羅迪謝區
霍羅迪謝區（烏克蘭語：Городищенський район）是位於烏克蘭中部切爾卡瑟州的舊區，行政中心設於霍羅迪謝，並於2020年被撤銷。該區面積883平方公里，2015年人口41,103，人口密度每平方公里46.54人。
49°10′15″N 31°24′33″E / 49.17083°N 31.40917°E
1. ↑  . Міністерство розвитку громад та територій України.   [2022-05-24]. （原始内容存档于2022-02-25） （乌克兰语）.